# Чед Кругер
Чед Роберт Кругер (енгл. Chad Robert Kroeger; Хана, 15. новембар 1974) канадски је певач и гитариста алтернативне рок групе Nickelback. Поред рада у групи, Кругер је снимао песме и са другим музичарима или писао песме за њих, а такође компоновао и филмску музику.

## Биографија
Чед Роберт Кругер је рођен у Хани 15. новембра 1974. под именом Чед Роберт Тертон (енгл. Chad Robert Turton). Његов старији полубрат Мајк је басиста групе Nickelback.